# Macaca pagensis
Macaco-de-pagai (Macaca pagensis) é um macaco do Velho Mundo endêmico das ilhas Mentawai, na costa oeste de Sumatra. É listado como "criticamente em perigo" pela IUCN devido à perda de habitat. Foi originalmente classificado, junto com M. siberu, como subespécie, mas este arranjo é polifilético, levando a ser classificado como espécie separada. Ambos eram considerados subespécies de M. nemestrina.

## Descrição
Machos são maiores que as fêmeas. O comprimento dos machos está entre 45 e 55 cm, e as fêmeasmedem entre 40 e 45 cm. O comprimento da cauda está entre 13 e 16 cm para os machos, e entre 10 e 13 cm para as fêmeas. Estes também pesam mais, pesando entre 6 e 9 kg, enquanto as fêmeas pesam enre 4,5 e 6 kg.O dorso possui uma cor marrom escura, e as laterais do pescoço, ombros e ventre variam de castanho a um ocre pálido. Pernas são marrom e seus braços, marrom avermelhado. A face é sem pelos e de cor preta, com olhos marrons. Possuem bolsas nas bochechas para carregar comida enquanto forrageam.

## Habitat e ecologia
M. pagensis habita a floresta tropical, mas também pode ser encontrado em florestas ripárias e pantanosas. Vivem no dossel da floresta, forrageando entre 24 e36 m de altura, e dormem em até 45 m de altura. O principal item da dieta é o fruto de Ficus.  Eles se alimentam junto de Presbytis potenziani. Grupos de M.  pagensis têm entre cinco a 25 indivíduos. Tipicamente, o grupo consiste de um macho com várias fêmeas adultas e seus filhotes. Machos solitários podem desafiar o macho dominante de algum grupo, a fim de conseguir a mesma posição dele. Os predadores dessa espécie são a píton-reticulada e a águia-serpentária-de-crista (Spilornis cheela).

## Reprodução
Fêmeas mostram fertilidade e receptividade para cópulas exibindos genitais inchados e vermelhos. Elas se agacham para iniciar o coito. A gestação dura entre 5 e 6 meses. Um filhote nasce por vez, durante a noite. A mãe come a placenta, e lambe o filhote até a manhã. Eles mantêm laços de proximidade mesmo quando adultos.

## Conservação
O habitat da espécie são as ilhas Mentawai. Ocorrem em três das quatro maiores ilhas (Pagai do Norte, Pagai do Sul e Sipura). Devido à desflorestação por imigrantes da Indonésia, a espécie é considerada como em perigo crítico pela IUCN. As principais razões para esse evento é a expansão de cultivos comerciais e de dendezeiros, assim como derrubadas comerciais. Como resultado, os rios inundam muito mais do que antes. Isso também aumentou os casos de malária.